# Châtillon-en-Diois
Pour le vin, voir châtillon-en-diois (AOC).
Pour les articles homonymes, voir Châtillon.
Châtillon-en-Diois est, depuis le 1er janvier 2019, une commune nouvelle française située dans le département de la Drôme en région Auvergne-Rhône-Alpes.
La commune est membre de l'association Les Plus Beaux Villages de France.

## Géographie

### Localisation
Rattachée à la communauté de communes du Diois, Châtillon-en-Diois est située à 12 km au sud-est de Die.

### Relief et géologie
Le village est juché sur une butte en contrebas de la montagne de Glandasse.
Sites particuliers :
- Cirque d'Archiane
- Col de Côte Chèvre
- Col de Cucuret
- Col de Guignaise
- Col de Jiboui
- Col de l'Airnoux
- Col de la Lauzette
- Col de la Raille
- Col de la Rivèrette
- Col de Mard
- Col de Menée
- Col de Mensac
- Col de Mireille
- Col de Plainie
- Col de Porte
- Col de Sambuc
- Col des Caux
- Col des Chaux ou des Rabières
- Col du Creuzon
- Col du Rosier
- Col Favier
- Col Gorodel
- Combe Charbonnière
- Combe de Baïn
- Combe de l'Aubaise
- Combe de Rancou
- Combe des Fontaines
- Combe d'Estreit
- Combe de Veyranche
- Combe du Coureau
- Combe du Trintrin
- Combe Noire
- Combe Regnier
- Crête de Grande Leirie
- Crête de Jiboui
- Gorges des Gats
- Gorges du Rio Sourd
- Grand Pas
- la Croix de Lautaret (1951 m)
- les Quatre Têtes (1669 m)
- Montagne de Belle Motte (1952 m)
- Montagne de Label (1268 m)
- Montagne de Piémard (1059 m)
- Montagne de Vachérieux (1158 m)
- Mont Barral (1903 m)
- Pas de la Coche
- Pas de la Plane
- Pas de l'Echarassou
- Pas de Sambardou
- Pas des Ampes
- Pas des Brebis
- Pas du Gris
- Pas du Loup
- Pas du Pastel
- Pas du Renard
- Pic de l'Aigle (1359 m)
- Rancou (1882 m)
- Roc d'Ambane
- Roc de l'Aigle
- Rocher d'Archiane (1756 m)
- Rocher de Combau (1508 m)
- Serre Beylé
- Serre Bicha
- Serre Chomille
- Serre d'Aupillon
- Serre de Beaupuy
- Serre de Lachau
- Serre de la Grotte
- Serre des Curats
- Serre des Granges
- Serre des Ramas
- Serre des Taillas
- Serre du Poët
- Serre la Souche
- Serre Long
- Serre Sambuc
- Sommet de la Montagnette (1972 m)
- Sommet de Ranconnet (1961 m)
- Tête de Praorzel (1691 m)
- Tête du Jardin (1820 m)
- Tête du Petit Jardin (1800 m)
- Tête du Peyssé (1781 m)
- Tête du Sapet (1648 m)
- Tête du Truc
- Têtes de l'Agnelet (1768 m)
- Vallon de Combau

Ambune est un rocher attesté en 1891.

#### Géologie
La « plate-forme urgonienne de la montagne de Glandasse (dont le Pestel) » est un site géologique remarquable de 1 970,37 hectares qui se trouve sur les communes de Châtillon-en-Diois (aux lieux-dits Montagne du Glandasse et le Pestel), Die, Laval-d'Aix, Romeyer, Treschenu-Creyers et Chichilianne. En 2014, elle est classée « trois étoiles » à l'« Inventaire du patrimoine géologique ».

### Hydrographie
La commune est arrosée par les cours d'eau suivants :
- le Bès
- Ravin de Combe Noire
- Ravin de Coreau
- Ravin de Crépée
- Ravin de la Croix
- Ravin de l'Oursière
- Ravin de Morel
- Ravin de Pédâne
- Ravin de Pellebit
- Ravin de Pierre Grosse
- Ravin des Combes
- Ravin des Fontainieux
- Ravin des Lauzes
- Ravin du Barri
- Ravin du Col de Porte
- Ravin du Cognier
- Ravin du Fond du Ranc
- Ravin du Moulin Vieux
- Ravin du Sourbier
- Rio Sourd
- Ruisseau d'archiane
- Ruisseau de Combau
- Ruisseau de Sareymond
- Ruisseau des Gats
- Ruisseau la Forêt

Le ruisseau Guignaise est attesté en 1891.

### Climat
Pour des articles plus généraux, voir Climat d'Auvergne-Rhône-Alpes et Climat de la Drôme.
En 2010, le climat de la commune est de type climat méditerranéen altéré, selon une étude du CNRS s'appuyant sur une série de données couvrant la période 1971-2000. En 2020, Météo-France publie une typologie des climats de la France métropolitaine dans laquelle la commune est exposée à un climat de montagne ou de marges de montagne et est dans la région climatique  Alpes du sud, caractérisée par une pluviométrie annuelle de 850 à 1 000 mm, minimale en été. 
Pour la période 1971-2000, la température annuelle moyenne est de 10,8 °C, avec une amplitude thermique annuelle de 17,5 °C. Le cumul annuel moyen de précipitations est de 967 mm, avec 8,3 jours de précipitations en janvier et 5,7 jours en juillet. Pour la période 1991-2020, la température moyenne annuelle observée sur la station météorologique de Météo-France la plus proche, « St Roman-Diois »sur la commune de Saint-Roman à 4 km à vol d'oiseau, est de 12,5 °C et le cumul annuel moyen de précipitations est de 800,3 mm,. Pour l'avenir, les paramètres climatiques de la commune estimés pour 2050 selon différents scénarios d'émission de gaz à effet de serre sont consultables sur un site dédié publié par Météo-France en novembre 2022.

## Urbanisme

### Typologie
Au 1er janvier 2024, Châtillon-en-Diois est catégorisée commune rurale à habitat dispersé, selon la nouvelle grille communale de densité à 7 niveaux définie par l'Insee en 2022.
Elle est située hors unité urbaine. Par ailleurs la commune fait partie de l'aire d'attraction de Die, dont elle est une commune de la couronne,. Cette aire, qui regroupe 27 communes, est catégorisée dans les aires de moins de 50 000 habitants,.

### Morphologie urbaine

#### Quartiers, hameaux et lieux-dits
Site Géoportail (carte IGN) :
- Aigles du Page
- Ancienne Jasse du Jardin du Roi
- Archiane
- Auriaval
- Auriac
- Baïnson
- Baume Choury
- Baume du Poudrier
- Baume Nès
- Beau Roure
- Bénevise
- Bergerie du Jardin du Roi
- Beylière
- Bois de l'Église
- Bois de l'Ours
- Cabane de Châtillon
- Cabane de l'Essaure
- Carrefour des Quatre Chemins de l'Aubaise
- Champ Reynet
- Chancel
- Chauchays
- Clos de Bouteille
- Clos Toursier
- Cornille
- Côte Chaude
- Côte Chercheliot
- Côte Chèvre
- Côte Queyras
- Couron
- Courtinasse
- Crépée et l'Eaupigne
- Deux Champs
- Ferme Beaux
- Ferme de Baïn
- Ferme de Bellante
- Ferme de Gerbeau
- Ferme de la Conche
- Ferme de Sauvennière
- Ferme d'Ombre
- Ferme du Col
- Ferme du Désert
- Ferme du Maupas
- Forêt Domaniale du Glandasse
- Forêt Domaniale du Sapet
- Fougères
- Godissard
- Grande Combe
- Grange de Rachier
- Guignaise
- Guisevoire
- Hameau de l'Église
- la Baume
- la Combe
- la Fistourle
- la Freidière
- la Grande Pigne
- la Lande
- la Lauzette
- la Luerte
- la Marichaume
- la Moutière
- la Pierrelle
- la Plantainche
- la Renardière
- la Serrie
- la Terre
- la Touche
- l'Aup
- l'Aupasse
- le Bouquet
- l'Échalas
- l'Edelweiss
- le Désert
- le Dôme ou Pié Ferré
- le Fays
- le Fourneau
- le Gourg
- le Grand Assiriau
- le Grand Bois
- le Gros Fayard
- le Gros Louis
- le Perris
- le Petit Jardin
- le Plaille
- le Plan
- le Relais
- les Adrets
- les Aiguilles
- les Aravas
- les Assiers
- les Blaches
- les Bouissières
- les Chasaux
- les Chirouses
- les Condamines
- les Courailles
- les Fauries
- les Fourets
- les Granges
- les Gouyardes
- les Nonnières (ou Nonières Treschenu-Creyer)
- les Raphaëls
- les Rouvières
- les Sagnes
- les Sermonins
- les Traverses
- le Suel
- les Veyranches
- le Tivoli
- l'Ubac et Grandes Blaches
- Maison Barthélemy
- Maison Durand
- Maison Raymond
- Menée
- Mensac
- Morel
- Moulin des Nonnières
- Nouvelet
- Passet
- Pellebit
- Pié de Bœuf
- Piégu
- Pierre Buffe
- Piguyère
- Pont de Mensac
- Pré Bouzat
- Pré de la Font
- Pré de Marcellin
- Pré de Toine
- Quintel
- Ranc Papillon
- Ramplat
- Reychas
- Ronde
- Rossignol
- Royou
- Ruines du Château de Menée
- Sagne Rousse
- Saut de l'Âne
- Scie Roland
- Tardière et Blachette
- Tournant de Vachères
- Trou de la Chauche-Brique
- Trustipi
- Tussac

Anciens quartiers, hameaux et lieux-dits :
- l'Adoue est une forêt attestée en 1891[15] ;
- les Adrets est un quartier attesté en 1891. Il était dénommé Champt de Ladrecht en 1636 (archives de la Drôme, E 1719)[16].

### Logement
Selon l'Insee, en 2020 la commune compte 800 logements dont 48,3 % sont des résidences secondaires, 46,7 % sont des résidences principales, et 5 % sont vacants.

### Risques naturels et technologiques
La commune de Châtillon-en-Diois a été touchée par un tremblement de terre d’intensité V sur l’échelle MSK en 1963.

## Toponymie

### Attestations
Dictionnaire topographique du département de la Drôme :
- 1321 : castrum Castillione et territorium Castillionis (cartulaire de Die, 138).
- 1509 : mention de l'église Saint-Nicolas : capella Sancti Nicolai Castillionis (visites épiscopales).
- 1516 : mention de l'église Saint-Nicolas : ecclesia Castilionis (pouillé de Die).
- 1538 : Chastillon en Dyois (archives de la Drôme, E 2073).
- 1576 : mention de la paroisse : cura Castilonis (rôles de décimes).
- 1644 : Chastillon (visites épiscopales).
- 1891 : Châtillon-en-Diois, commune, chef-lieu de canton de l'arrondissement de Die.

### Étymologie
Châtillon dérive du bas latin castellum, diminutif de castrum, avec le suffixe -ionem. Castrum a d'abord désigné tous les types de forteresse, du simple donjon à l'enceinte urbaine. Il s'est par la suite spécialisé au sens de « château fort » puis à celui de « grande maison de plaisance »[réf. nécessaire].

## Histoire
Pour un article plus général, voir Histoire de la Drôme.

### Protohistoire
Le Diois est le territoire des Gaulois de la tribu des Voconces.

Certains toponymes seraient d'origine voconce[réf. nécessaire].

### Antiquité: les Gallo-romains
- Découvertes gallo-romaines[20].
- Vestiges d'une villa romaine située à un kilomètre du village[réf. nécessaire].

### Du Moyen Âge à la Révolution
La seigneurie :
- Au point de vue féodal, la terre est du fief de l'église épiscopale de Die, dont les droits sur le château de Châtillon furent confirmés en 1178 par l'empereur Frédéric Ier.
- Possession des comtes de Diois.
- Elle passe (par héritage) aux Isoard d'Aix.
- 1246 : passe (par mariage) aux princes d'Orange de la maison de Baux.
- 1321 : la terre est vendue aux évêques de Die.
- 1586 à 1635 : elle passe aux La Tour-Gouvernet.
- 1635 : elle est recouvrée par les évêques de Die, derniers seigneurs.

Au Moyen Âge, le village est dévasté par les troupes d'Olivier du Guesclin, frère de Bertrand Du Guesclin[réf. nécessaire].
Un péage est mentionné jusqu'au XVIIIe siècle.
Avant 1790, Châtillon-en-Diois était une communauté de l'élection de Montélimar, subdélégation de Crest et du bailliage de Die.

Elle formait une paroisse du diocèse de Die. Son église, dédiée à saint Nicolas, dépendait du prieuré de Guignaise (voir ce nom) à qui appartenaient les dîmes et dont le titulaire présentait à la cure.

#### Guignaise
Dictionnaire topographique du département de la Drôme :
- 1145 : villa Guiniasie (cartulaire de Durbon).
- 1145 : mention du prieuré Saint-Julien : prioratus Sancti Juliani de Guiniasia (cartulaire de Durbon).
- 1165 : mention du prieuré Saint-Julien : abbatia Sancti Juliani Guiniasie (cartulaire de Die, 20).
- 1230 : mention du prieuré (Saint-Julien) : domus et capitulum Guigniasie (cartulaire de Durbon).
- 1303 : mention de l'église Saint-Julien du prieuré : Sainct Julhian de Guynaise (Bull. Soc. d'études des Hautes-Alpes, IV, 383).
- XIVe siècle : mention du prieuré (Saint-Julien) : prioratus de Guinyaisia (pouillé de Die).
- 1415 : mention du prieuré (Saint-Julien) : prioratus Guineysie Castilionis (pouillé de Die).
- 1425 : Guynaise (choix de documents, 287).
- 1449 : mention du prieuré (Saint-Julien) : prioratus de Guiniasie (pouillé hist.).
- 1509 : mention de la paroisse de Châtillon : cura Sancti Juliani Castillonis (visites épiscopales).
- 1521 : mention du prieuré (Saint-Julien) : prioratus Guignaisiae (rôle de décimes).
- 1570 : Guinayse (rôle de décimes).
- 1576 : Guignayse (rôle de décimes).
- 1749 : mention de l'église Saint-Julien du prieuré : Saint Jullien de Guineze les Chastillon (Billerez, notaire à La Chapelle-en-Vercors).
- 1778 : les Mazures de Guignaize (Aff. du Dauphiné).
- 1891 : Guignaise, quartier de la commune de Châtillon-en-Diois. C'est aussi le nom d'un ruisseau.

Ancien prieuré de l'ordre de Saint-Augustin (de la dépendance de l'abbaye d'Aurillac) dont l'église, dédiée à saint Julien, fut pendant longtemps l'église-mère de la paroisse de Châtillon-en-Diois, et dont le titulaire était collateur et décimateur dans cette paroisse.

### De la Révolution à nos jours
En 1790, Châtillon devint le chef-lieu d'un canton du district de Die, comprenant Aix, Châtillon-en-Diois, Laval-d'Aix, Menée ou Treschenu, Molières et Saint-Roman.

Depuis la réorganisation de l'an VIII (1799-1800), ce canton comprend les communes de Bonneval, Boulc, Châtillon-en-Diois, Creyers, Glandage, Lus-la-Croix-Haute, Menglon, Ravel, Saint-Roman et Treschenu.
1er janvier 2019 : la commune fusionne avec la commune de Treschenu-Creyers, décision rendue officielle par un arrêté préfectoral du 21 novembre 2018. Le nom de la commune nouvelle est Châtillon-en-Diois.

## Politique et administration

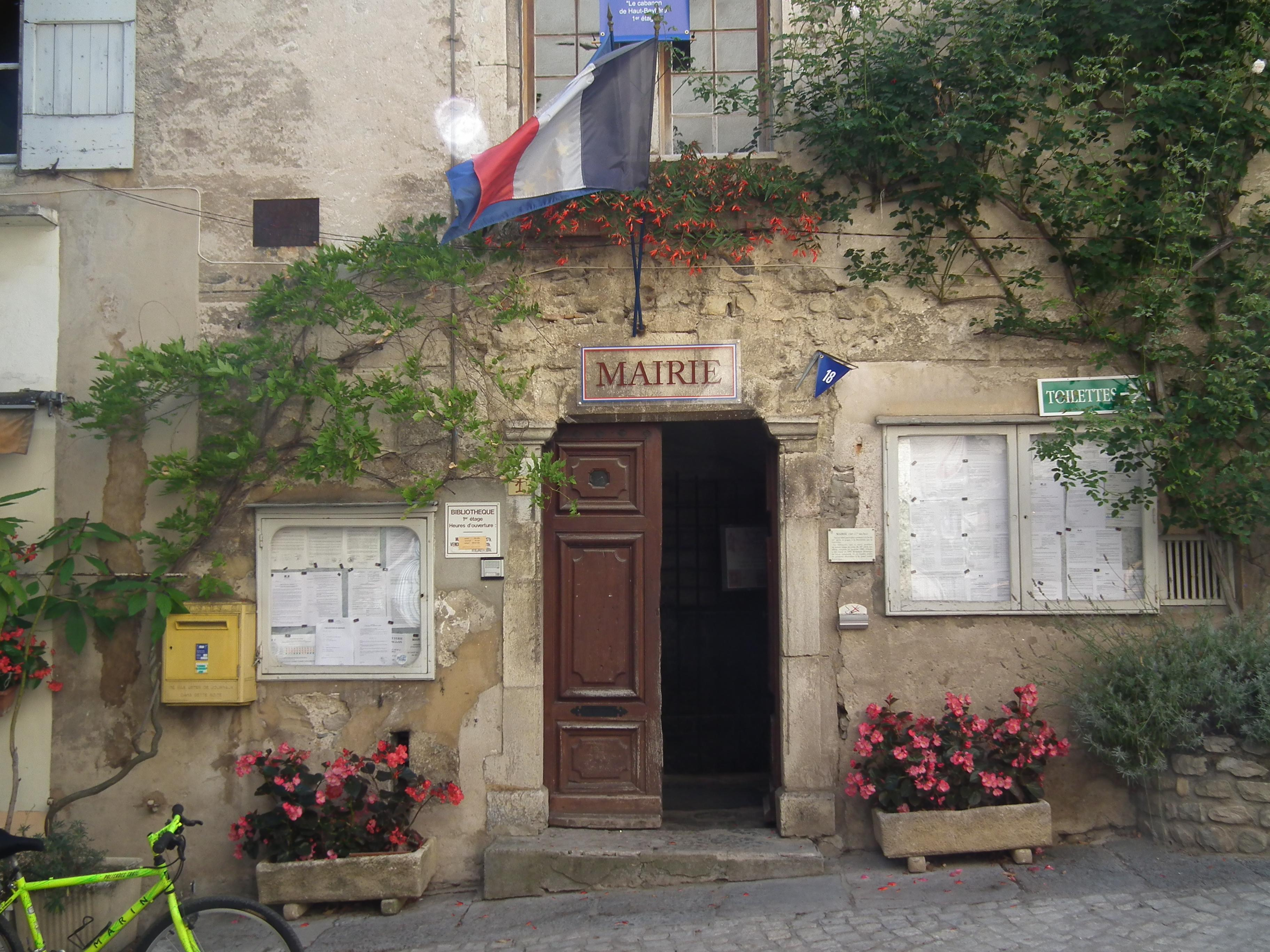
La mairie.

### Liste des maires
| Période                                                                      | Période                       | Identité                          | Étiquette | Qualité                                                     |
| ---------------------------------------------------------------------------- | ----------------------------- | --------------------------------- | --------- | ----------------------------------------------------------- |
| Les données manquantes sont à compléter. : de la Révolution au Second Empire |                               |                                   |           |                                                             |
| 1789                                                                         | 1792                          | Vincent Vincent                   |           |                                                             |
| 1792                                                                         | 1871                          | Pierre Peyrol                     |           |                                                             |
| 1797                                                                         | 1800                          | Jacques François Gautier          |           |                                                             |
| 1800                                                                         | 1808                          | Pierre Antoine Pascal             |           |                                                             |
| 1808                                                                         | 1815                          | Jacques François Gautier          |           |                                                             |
| 1815                                                                         | 1816                          | Pierre Antoine Pascal             |           |                                                             |
| 1816                                                                         | 1827                          | Jacques François Gautier          |           |                                                             |
| Les données manquantes sont à compléter. : depuis la fin du Second Empire    |                               |                                   |           |                                                             |
| 1871                                                                         |                               | ?                                 |           |                                                             |
| 1874                                                                         |                               | ?                                 |           |                                                             |
| 1878                                                                         |                               | ?                                 |           |                                                             |
| 1884                                                                         |                               | ?                                 |           |                                                             |
| 1888                                                                         |                               | ?                                 |           |                                                             |
| 1892                                                                         |                               | ?                                 |           |                                                             |
| 1896                                                                         |                               | ?                                 |           |                                                             |
| 1900                                                                         |                               | ?                                 |           |                                                             |
| 1904                                                                         |                               | ?                                 |           |                                                             |
| 1908                                                                         |                               | ?                                 |           |                                                             |
| 1912                                                                         |                               | ?                                 |           |                                                             |
| 1919                                                                         |                               | ?                                 |           |                                                             |
| 1925                                                                         |                               | M. Micanel                        | Radical   | Conseiller d'arrondissement du canton de Châtillon-en-Diois |
| 1929                                                                         |                               | ?                                 |           |                                                             |
| 1935                                                                         |                               | ?                                 |           |                                                             |
| 1945                                                                         |                               | ?                                 |           |                                                             |
| 1947                                                                         |                               | ?                                 |           |                                                             |
| 1953                                                                         |                               | ?                                 |           |                                                             |
| 1959                                                                         | 1971                          | Michel Truc                       |           |                                                             |
| 1965                                                                         |                               | ?                                 |           |                                                             |
| 1971                                                                         |                               | ?                                 |           |                                                             |
| 1977                                                                         |                               | ?                                 |           |                                                             |
| 1983                                                                         |                               | ?                                 |           |                                                             |
| 1989                                                                         | 2001                          | Jacky Reysset                     |           |                                                             |
| 2001                                                                         | 2008                          | Jean-Claude Chaffois              | UMP       |                                                             |
| 2008                                                                         | 2014                          | Régine Oddoz                      |           |                                                             |
| 2014                                                                         | En cours (au 14 janvier 2021) | Erick Vanoni[source insuffisante] | LR        |                                                             |

### Rattachements administratifs et électoraux

#### Communes déléguées
| Nom                        | Code Insee | Intercommunalité | Superficie (km2) | Population (dernière pop. légale) | Densité (hab./km2) |
| -------------------------- | ---------- | ---------------- | ---------------- | --------------------------------- | ------------------ |
| Châtillon-en-Diois (siège) | 26086      | CC du Diois      | 110,06           | 659 (2022)                        | 6                  |
| Treschenu-Creyers          | 26354      | CC du Diois      | 82,04            | 112 (2016)                        | 1,4                |

## Population et société

### Démographie
L'évolution du nombre d'habitants est connue à travers les recensements de la population effectués dans la commune depuis 1793. Pour les communes de moins de 10 000 habitants, une enquête de recensement portant sur toute la population est réalisée tous les cinq ans, les populations de référence des années intermédiaires étant quant à elles estimées par interpolation ou extrapolation. Pour la commune, le premier recensement exhaustif entrant dans le cadre du nouveau dispositif a été réalisé en 2004.

En 2022, la commune comptait 659 habitants, en évolution de +18,74 % par rapport à 2016 (Drôme : +2,64 %, France hors Mayotte : +2,11 %).
| 1793  | 1800  | 1806  | 1821  | 1831  | 1836  | 1841  | 1846  | 1851  |
| ----- | ----- | ----- | ----- | ----- | ----- | ----- | ----- | ----- |
| 1 237 | 1 110 | 1 198 | 1 191 | 1 195 | 1 174 | 1 188 | 1 223 | 1 247 |

| 1856  | 1861  | 1866  | 1872  | 1876  | 1881  | 1886  | 1891  | 1896  |
| ----- | ----- | ----- | ----- | ----- | ----- | ----- | ----- | ----- |
| 1 267 | 1 248 | 1 235 | 1 236 | 1 222 | 1 092 | 1 051 | 1 012 | 1 011 |

| 1901 | 1906 | 1911 | 1921 | 1926 | 1931 | 1936 | 1946 | 1954 |
| ---- | ---- | ---- | ---- | ---- | ---- | ---- | ---- | ---- |
| 948  | 872  | 862  | 763  | 758  | 715  | 725  | 624  | 599  |

| 1962 | 1968 | 1975 | 1982 | 1990 | 1999 | 2004 | 2006 | 2009 |
| ---- | ---- | ---- | ---- | ---- | ---- | ---- | ---- | ---- |
| 608  | 563  | 505  | 562  | 545  | 523  | 576  | 575  | 561  |

| 2014 | 2019 | 2022 | - | - | - | - | - | - |
| ---- | ---- | ---- | - | - | - | - | - | - |
| 552  | 666  | 659  | - | - | - | - | - | - |

### Enseignement
La commune est rattachée à l'académie de Grenoble.

### Manifestations culturelles et festivités
- Fête : le second dimanche de juillet[20].

### Loisirs
- Randonnées[20] : GR 91, 93, 95-965[1].
- Pêche et chasse[20].

### Médias
Le territoire de la commune se situe dans l'aire de diffusion de plusieurs médias :
- Presse écrite
  - Le Dauphiné libéré, quotidien régional qui consacre, chaque jour, y compris le dimanche, dans son édition de la vallée de la Drôme, un ou plusieurs articles à l'actualité du canton et de la commune, ainsi que des informations sur les éventuelles manifestations locales, les travaux routiers, et autres événements divers à caractère local.
  - L'Agriculture Drômoise, journal d'informations agricoles et rurales, couvre l'ensemble du département de la Drôme.
  - Drôme Hebdo (ancien Peuple Libre), hebdomadaire chrétien d'informations.
  - Journal du Diois et de la Drôme.
- Presse audio-visuelle
  - France Bleu est une radio publique diffusée sur son territoire.

### Cultes
L'église et la communauté catholique de Chatillon sont rattachées à la paroisse Saint-Marcel en Diois, laquele couvre 37 communes et dépend du Diocèse de Valence.

## Économie

### Agriculture
En 1992 : bois, pâturages (ovins : agneaux de Châtillon), vergers, vignes (vin AOC Châtillon-en-Diois et Clairette de Die), lavande (essence).
- Marché : le vendredi matin[20].

### Tourisme
- Campings[20].
- Station climatique d'été / Station verte[20].
- Syndicat d'initiative[20].

Le village fait partie de l'association « Les Plus Beaux Villages de France ».

## Culture locale et patrimoine

### Lieux et monuments

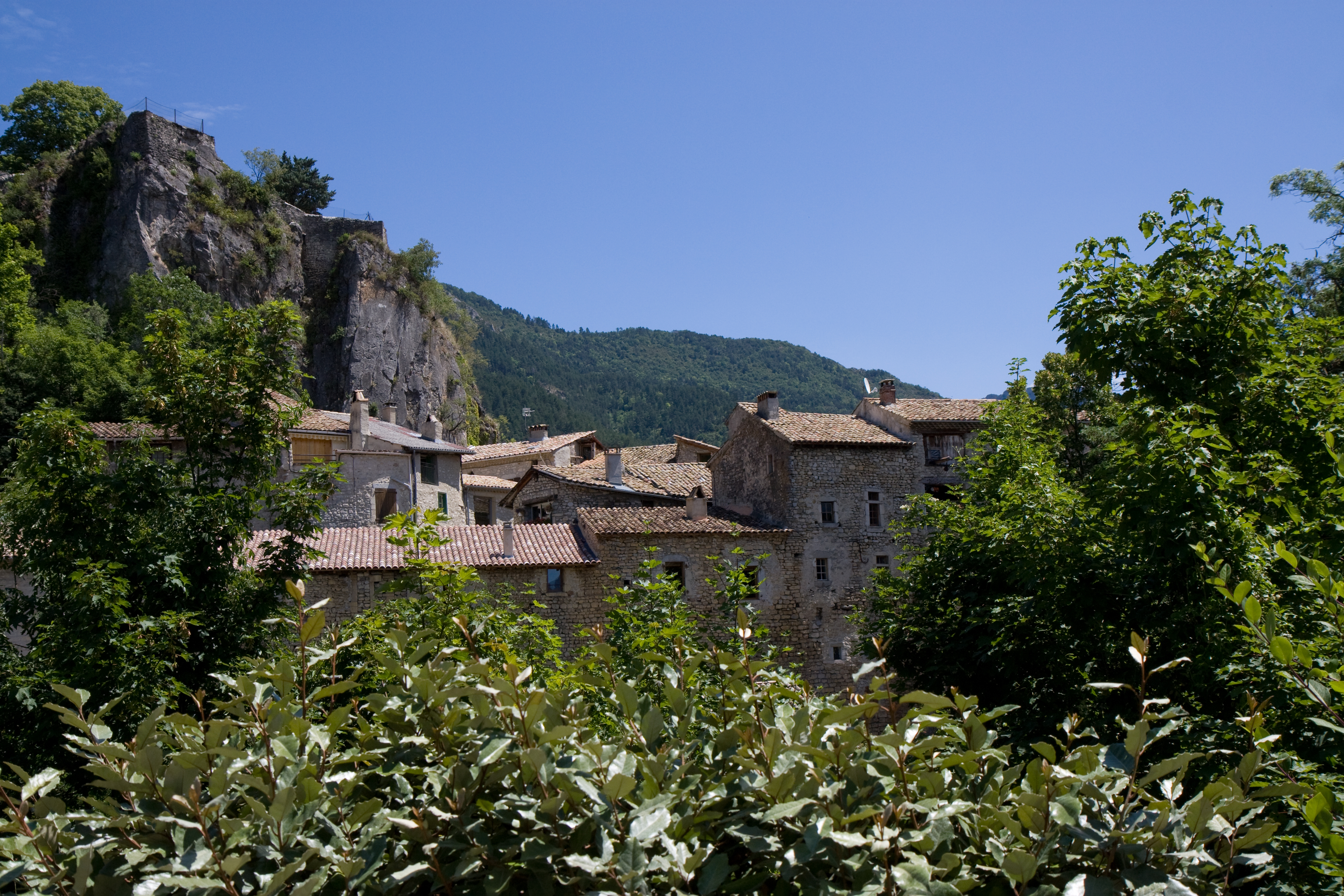
Village de Châtillon-en-Diois.

- Il reste peu de choses du château qui a donné son nom au village[réf. nécessaire].
- Vestiges des remparts du XIVe siècle[20]/ (construits entre 1379 et 1426 par ordre de l'évêque de Die[réf. nécessaire]).
- Maisons anciennes : mairie du XVIe siècle[20] / (vestiges du badigeon (appareil en brique) du XVIIe siècle sur la façade de la mairie[réf. nécessaire]).
- Église Saint-Julien de Châtillon-en-Diois, catholique (XVIIe et XVIIIe siècles) : maître-autel classique[20].
- Temple protestant du XVIIIe siècle[20].
- Clocher du beffroi du XVIIIe siècle[réf. nécessaire].
- Fontaine du XVIIIe siècle[20].
- Fontaine du Reviron[réf. nécessaire].
- Couvent d'Esparron[20].

### Patrimoine culturel
- Artisanat d'art[20].

### Patrimoine naturel
La commune fait partie du parc naturel du Vercors.
La RD539 permet de rejoindre le site des gorges des Gâts, située en limite de la commune avec celle de Glandage.
On peut découvrir de nombreux gouffres et grottes dont :
- Baume Rousse
- la Cave des Templiers ;
- le Gouffre de la Crose ;
- le Gouffre de Nouvelet ;
- les Grottes de Tournières ;
- le Trou de la Bourdouaire ;
- le Trou du Ranolat.

On peut découvrir également une flore sauvage.

### Personnalités liées à la commune
- Pierre Devoluy (né en 1862 à Châtillon-en-Diois, mort en 1932 à Nice) : poète[20] (de son vrai nom : Paul Gros-Long).

Polytechnicien, capoulié du Félibrige de 1901 à 1909, il fut l'un des amis et disciples de Frédéric Mistral et laissa une œuvre importante de poète, de romancier et de théoricien de l'idée régionaliste. Commandeur de la Légion d'honneur.
Il est inhumé dans le cimetière protestant du village. Une plaque ornée d'un médaillon due au ciseau du sculpteur Longnon fut apposée en 1933 sur sa maison natale[réf. nécessaire].
Il fut adjoint du maire de Nice du temps de Jean Médecin. Une rue porte son nom[réf. nécessaire].
- Jean Giono (1895-1970) utilisera Châtillon-en-Diois et ses environs pour y implanter l'histoire de Thérèse, personnage principal du roman les Âmes fortes (1950). À travers cette œuvre, on peut avoir un aperçu de la ville et de la vie des gens au tout début du XXe siècle[réf. nécessaire].
- Alfred Courmes (1898-1993) : peintre. Il y est enterré[réf. nécessaire].
- Jean Sénac (1926-1973) : poète. Il y a acquis une maison en 1959[réf. nécessaire].

### Héraldique, logotype et devise
|  | Châtillon-en-Diois possède des armoiries dont l'origine et le blasonnement exact ne sont pas disponibles. |